# Walisische Badmintonmeisterschaft 2018
Die Walisische Badmintonmeisterschaft 2018 fand vom 3. bis zum 4. Februar 2018 in Cardiff statt.

## Medaillengewinner
| Disziplin    | Gold                       | Silber                           | Bronze                        |
| ------------ | -------------------------- | -------------------------------- | ----------------------------- |
| Herreneinzel | Daniel Font                | Tsung Fong Mo                    | William Kitching              |
| Herreneinzel | Daniel Font                | Tsung Fong Mo                    | Andrew Oates                  |
| Dameneinzel  | Jordan Hart                | Lowri Hart                       | Carys Jones                   |
| Dameneinzel  | Jordan Hart                | Lowri Hart                       | Jasmine Owen                  |
| Herrendoppel | Daniel Font Oliver Gwilt   | Joe Sion Cottrill Matthew Sprake | Andrew Jones William Kitching |
| Herrendoppel | Daniel Font Oliver Gwilt   | Joe Sion Cottrill Matthew Sprake | Andrew Oates Adam Ian Stewart |
| Damendoppel  | Gean Sou Mo Carissa Turner | Jordan Hart Lowri Hart           | Rebecca Jayne Hutt Sammy Hutt |
| Damendoppel  | Gean Sou Mo Carissa Turner | Jordan Hart Lowri Hart           | Carol Davey Helen Stoddart    |
| Mixed        | Tsung Fong Mo Gean Sou Mo  | Ollie Hartery Carissa Turner     | Matthew Sprake Judith Hughes  |
| Mixed        | Tsung Fong Mo Gean Sou Mo  | Ollie Hartery Carissa Turner     | Steve Aylott Sian Elvis       |